# Novum Testamentum Graece
Novum Testamentum Graece (lateinisch für ‚Griechisches Neues Testament‘) ist seit Erasmus von Rotterdam der Titel von originalsprachigen Ausgaben des Neuen Testaments, die sich unmittelbar am griechisch überlieferten Text (Textus receptus) und/oder griechischen Manuskripten orientieren.
In neuerer Zeit versteht man unter diesem Titel insbesondere eine wissenschaftliche Ausgabe des Textes des Neuen Testaments. Diese textkritische Edition (aktuell in der 28., revidierten Auflage von 2012; 2., korr. Druck 2013) wird betreut vom Institut für neutestamentliche Textforschung der Westfälischen Wilhelms-Universität in Münster. Sie ist nach ihren ersten Herausgebern auch bekannt unter der Bezeichnung „Nestle-Aland“ (NA).

## Geschichte
Die erste Ausgabe des Novum Testamentum Graece legte der deutsche Theologe und Orientalist Eberhard Nestle im Jahr 1898 vor. Die Ausgabe verfolgte das Ziel, die damals neuen wissenschaftlichen Textausgaben von Tischendorf, Westcott/Hort und Weymouth zusammenzufassen:
- Tischendorf: Editio Octava Critica Maior (1872)
- Westcott/Hort: The New Testament in the Original Greek (1881)
- Weymouth: The Resultant Greek Testament (1892)

Der Text konstituierte sich jeweils durch die Mehrheit der drei Ausgaben (ab der 3. Auflage von 1901 wurde die Ausgabe Weymouths durch die Ausgabe von Bernhard Weiß ersetzt). Damit begann die Bedeutung des bis dahin vorherrschenden Textus receptus zu schwinden. Nestle verwendete einen Textapparat, der die benutzten Textausgaben und deren Unterschiede verzeichnete.
Sein Sohn Erwin Nestle entwickelte dann in der 13. Auflage von 1927 die Grundlagen des auch heute noch verwendeten Textapparates. Dort wurden vor allem erstmals die Lesarten der Handschriften, Übersetzungen und antiken Verweisstellen selbst in den Vordergrund gestellt. Ab der 17. Auflage begann er auch, von dem rein mechanischen Mehrheitstext der oben erwähnten drei Ausgaben abzuweichen und Änderungen, basierend auf neuen Erkenntnissen, zuzulassen.
Mit der 21. Auflage von 1952 wurde Kurt Aland Mitarbeiter der Edition. Schrittweise wurde seitdem der Apparat durchgängig mit den Originalhandschriften abgeglichen. Vor allem wurden auch die seit 1930 neu gefundenen Papyri aus dem 2. und 3. Jahrhundert einbezogen.
Mit der 26. Auflage von 1979 ist der Text des Novum Testamentum Graece identisch mit der Textausgabe des Greek New Testament der United Bible Societies. Es bietet aber den wesentlich umfangreicheren Apparat und unterscheidet sich in Absatzgliederung, Orthographie und Zeichensetzung. Beide Ausgaben werden heute vom Institut für neutestamentliche Textforschung (INTF) in Münster betreut. In der 26. Auflage von 1979 wurde von Kurt Aland auch die heute noch gültige Form von Text und Apparat neu gestaltet. Die 27. Auflage behielt den Text der 26. Auflage bei, erweiterte aber den Apparat; die 28., revidierte Auflage von 2012 (2., korr. Druck 2013) veränderte den Text an 34 Stellen in den katholischen Briefen und entspricht damit dem Text der Editio Critica Maior, die ebenfalls vom Institut für neutestamentliche Textforschung herausgegeben wird.
Die 29. Auflage soll 2026 erscheinen.

## Textkritische Methode
Die Texte des Neuen Testaments sind überliefert in über 5000 griechischen Handschriften. Keine von ihnen ist das Autograph einer neutestamentlichen Schrift. In einem über Jahrhunderte währenden Tradierungsprozess haben sich beim fortwährenden Kopieren Textvarianten (so genannte Lesarten) ergeben, die teils auf Schreib-, Hör- oder Verständnisfehler zurückgehen, teils bewusste Änderungen darstellen, weil dem Kopisten die Vorlage nicht (mehr) verständlich oder er mit der Textgestalt nicht einverstanden war (Revision bzw. Kollation). Solche Lesarten können die Auslegungstradition einer bestimmten Region bzw. Zeit widerspiegeln und sind darum nicht nur für den Textwissenschaftler und Exegeten, sondern auch für Historiker von großer Bedeutung. Neben Handschriften in Griechisch zählen auch alte Übersetzungen vor allem ins Lateinische, Koptische oder Syrische zu den wichtigen Quellen der neutestamentlichen Texttradition.

Die textkritischen Zeichen des Nestle-Aland

Diese Handschriften bilden den Ausgangspunkt aller Beschäftigung mit dem Neuen Testament und sind heute die Grundlage jeder Übersetzung in moderne Sprachen. Das Novum Testamentum Graece ist eine Rekonstruktion der griechischen Texte des Neuen Testaments auf Grund von textkritischen Entscheidungen über den Wert einer Handschrift zu der fraglichen Textstelle. Die jeweiligen Lesarten werden für die Rekonstruktion zunächst gesammelt (kollationiert), gruppiert und dann nach verschiedenen Kriterien bewertet. Zu diesen Kriterien gehören:
- Das Alter der Handschrift
- Die Bezeugung in vielen Handschriften
- Die Bezeugung in voneinander unabhängigen Handschriften
- Die kürzere Lesart (lectio brevior) erhält Vorrang gegenüber der ausführlicheren
- Die Lesart ist unabhängig von Parallelstellen
- Die schwierigere Lesart (lectio difficilior) erhält Vorrang vor der einfacheren
- Der Text entspricht in Stil und Sprache dem Kontext und den Eigenarten des Autors
- Die ursprünglichste Version ist wahrscheinlich diejenige, aus der die Entstehung aller anderen Lesarten am besten erklärt werden kann

Das Novum Testamentum Graece bietet als Ergebnis dieser Bewertung im Haupttext die Rekonstruktion des griechischen Textes und in einem umfangreichen Apparat Angaben zu den Textzeugen für die gewählte und die alternativen Lesarten. Diese Methode liefert dem wissenschaftlich orientierten Leser des Textes oder dem Übersetzer das Rüstzeug für einen Nachvollzug der Rekonstruktion und gegebenenfalls für eine davon abweichende verantwortbare Entscheidung über die von ihm bevorzugte Textgestalt.
Mit dieser Form der Methodik und der Darstellung unterscheidet sich das Novum Testamentum Graece grundlegend von anderen Textausgaben des Neuen Testaments, wie etwa dem Textus receptus und dem Mehrheitstext, die ihre Textgestalt aus einer bestimmten Texttradition herleiten, ohne deren Voraussetzungen und das Wachstum dieser Gestalt im Einzelnen zu dokumentieren.
Die Hauptquellen für das Novum Testamentum Graece werden von den Herausgebern wegen ihres Alters und ihrer Wichtigkeit als ständige Zeugen bezeichnet. Dazu gehören z. B. folgende Handschriften in griechischer Sprache:
- Die Papyri z. B. {\displaystyle {\mathfrak {P}}}45, {\displaystyle {\mathfrak {P}}}66, {\displaystyle {\mathfrak {P}}}75 (2. bis 3. Jahrhundert)
- Codex Sinaiticus (ℵ, 4. Jahrhundert)
- Codex Vaticanus (B, 4. Jahrhundert)
- Codex Bezae (auch Codex Cantabrigiensis genannt, D, 5. oder 6. Jahrhundert)

Bis auf den Codex Vaticanus und den Codex Bezae sind die genannten Handschriften erst wieder im 19. oder 20. Jahrhundert aufgefunden worden und bieten daher heute eine seit den neutestamentlichen Anfängen nicht mehr zugängliche Qualität an Textüberlieferungen, die seit der 26. Auflage auch dem Novum Testamentum Graece zu Grunde liegen.

## Sprache des Neuen Testaments
Auch wenn das Wirken Jesu und seiner Jünger zunächst im aramäischen Sprachraum stattgefunden hat, sind die 27 Schriften des Neuen Testaments ausnahmslos in griechischer Sprache verfasst. Die Sprache des Neuen Testaments ist das so genannte Koine-Griechisch, das sich vom klassischen Griechisch durch einfachere Formen unterscheidet. Das Koine-Griechisch war jene Sprache, die als allgemeine Verkehrssprache die Vielfalt der Völker und Sprachen Kleinasiens und Palästinas in der Zeit Caesars und Octavians zusammenhielt. Es war später die Amtssprache des Byzantinischen Reiches und wurde ab dem frühen Mittelalter im Zuge der osmanischen Eroberungen allmählich zurückgedrängt.
Da es sich beim Neuen Testament um 27 Einzelschriften aus sehr unterschiedlichen historischen, regionalen, sozialen und religiösen Zusammenhängen handelt, sind große sprachliche Unterschiede festzustellen. Das Griechisch des Markus oder Matthäus, das sich eng an die aramäische Sprachwelt anlehnt, ist sehr einfach und schlicht gehalten. Davon hebt sich das gute Griechisch der Paulusbriefe oder der pseudopaulinischen Briefe (z. B. der so genannte Brief des Paulus an die Epheser) deutlich ab. Beinahe philosophisch ist die reflexive Sprache des Johannesevangeliums, die dennoch vielfach strukturelle Anklänge an das Hebräische aufweist.

## Textausgaben (Auswahl)
- Novum testamentum Graece. Nestle-Aland. Begründet von Eberhard und Erwin Nestle. Hrsg. von Barbara und Kurt Aland. 28., revidierte Auflage. Hrsg. vom Institut für Neutestamentliche Textforschung Münster/Westfalen unter der Leitung von Holger Strutwolf. Deutsche Bibelgesellschaft, Stuttgart 2012, ISBN 978-3-438-05140-0.
  - 2., korr. Druck 2013, ISBN 978-3-438-05159-2 (hier mit griechisch-deutschem Wörterbuch).